# Horní Třešňovec
Horní Třešňovec är en ort i Tjeckien.   Den ligger i regionen Pardubice, i den östra delen av landet, 160 km öster om huvudstaden Prag. Horní Třešňovec ligger 397 meter över havet och antalet invånare är 620.
Terrängen runt Horní Třešňovec är kuperad österut, men västerut är den platt.Runt Horní Třešňovec är det ganska glesbefolkat, med 43 invånare per kvadratkilometer. Närmaste större samhälle är Lanškroun, 3,1 km söder om Horní Třešňovec. Trakten runt Horní Třešňovec består till största delen av jordbruksmark.